# Табаско (муниципалитет)
Табаско (исп. Tabasco) — населённый пункт и муниципалитет в Мексике, входит в штат Сакатекас. Население 14 806 человек.